# Erwann Le Péchoux
Erwann Le Péchoux (Pertuis, 13 gennaio 1982) è uno schermidore francese, specializzato nel fioretto.

## Palmarès
In carriera ha conseguito i seguenti risultati:
- Giochi olimpici

Rio de Janeiro 2016: argento nel fioretto a squadre.
Tokyo 2020: oro nel fioretto a squadre.
- Mondiali

Lipsia 2005: oro nel fioretto a squadre.
Torino 2006: oro nel fioretto a squadre.
San Pietroburgo 2007: oro nel fioretto a squadre.
Catania 2011: argento nel fioretto a squadre.
Budapest 2013: bronzo nel fioretto a squadre.
Kazan' 2014: oro nel fioretto a squadre.
Lipsia 2017: bronzo nel fioretto a squadre.
Budapest 2019: argento nel fioretto a squadre.
- Europei

Bourges 2003: oro nel fioretto a squadre.
Gand 2007: bronzo nel fioretto individuale.
Sheffield 2011: argento nel fioretto a squadre.
Legnano 2012: argento nel fioretto a squadre.
Strasburgo 2014: oro nel fioretto a squadre e bronzo individuale.
Montreux 2015: oro nel fioretto a squadre.
Toruń 2016: argento nel fioretto individuale.
Tbilisi 2017: oro nel fioretto a squadre.
Düsseldorf 2019: oro nel fioretto a squadre.
- Coppa del Mondo di scherma

1° nel 2005